# Katissa
Katissa es un género de arañas araneomorfas de la familia Anyphaenidae. Se encuentra en América.

## Especies
Según The World Spider Catalog 12.0:
- Katissa delicatula (Banks, 1909)
- Katissa elegans (Banks, 1909)
- Katissa lycosoides (Chickering, 1937)
- Katissa simplicipalpis (Simon, 1897)
- Katissa zimarae (Reimoser, 1939)